# Forécariah
Forécariah (franska: Forecariah) är en prefekturhuvudort i Guinea.   Den ligger i prefekturen Préfecture de Forécariah och regionen Kindia Region, i den sydvästra delen av landet, 70 km öster om huvudstaden Conakry. Forécariah ligger 32 meter över havet och antalet invånare är 12 358.
Terrängen runt Forécariah är platt. Runt Forécariah är det ganska tätbefolkat, med 60 invånare per kvadratkilometer. Det finns inga andra samhällen i närheten. I omgivningarna runt Forécariah växer huvudsakligen savannskog.